# Pholcus persicus
Pholcus persicus là một loài nhện trong họ Pholcidae. Loài này được phát hiện ở Iran.